# 長野県道303号会田西条停車場線
長野県道303号会田西条停車場線（ながのけんどう303ごう あいだにしじょうていしゃじょうせん）は、長野県松本市と東筑摩郡筑北村の篠ノ井線西条駅を結ぶ一般県道。

## 概要

### 路線データ
- 起点：松本市四賀村大字会田（長野県道302号矢室明科線交点）
- 終点：篠ノ井線西条駅

## 通過する自治体
- 長野県
  - 松本市 - 東筑摩郡筑北村

## 接続・交差する道路
- 長野県道302号矢室明科線（松本市、起点）
- 国道403号（筑北村）
- 長野自動車道（筑北村、筑北SIC）
- 長野県道277号河鹿沢西条停車場線（筑北村）